# 769

## Nașteri
- dată necunoscută: Agobard  (d. 840)